# GMM Grammy
Công ty Trách nhiệm hữu hạn Đại chúng GMM Grammy (tiếng Thái: จีเอ็มเอ็ม แกรมมี่ hay G''MM' Grammy) là công ty giải trí truyền thông lớn nhất tại Thái Lan. Công ty này xác nhận đóng góp 70% ngành công nghiệp giải trí Thái Lan. Các nghệ sĩ tiêu biểu của Grammy bao gồm Bird Thongchai, China Dolls, Silly Fools , Loso , Tai Orathai , Bie Sukrit , Tata Young , Mos Patiparn , Bodyslam , Getsunova , Joey Boy,... Ngoài việc kinh doanh âm nhạc, công ty còn tham gia vào sản xuất buổi hòa nhạc, quản lý nghệ sĩ, sản xuất phim điện ảnh, truyền hình và xuất bản.

## Các cổ đông chính
| Xếp hạng | Các cổ đông chính (tính đến 19 tháng 3 năm 2020)  | Số lượng cổ phiếu | % Vốn Phát hành |
| -------- | ------------------------------------------------- | ----------------- | --------------- |
| 1        | Công Ty TNHH Fah Damrongchaitham                  | 426,774,344       | 52.05%          |
| 2        | Ông Thaveechat Jurangkool                         | 134,635,723       | 16.42%          |
| 3        | Ông Nuttapol Jurangkool                           | 81,122,700        | 9.89%           |
| 4        | Bà Hathairatn Jurangkool                          | 51,573,500        | 6.29%           |
| 5        | Ông Komol Juangroongruangkit                      | 22,720,000        | 2.77%           |
| 6        | UOB KAY HIAN (HONG KONG) LIMITED - Client Account | 17,932,520        | 2.19%           |
| 7        | Công ty TNHH Đại chúng Bangkok Bank               | 12,278,693        | 1.50%           |
| 8        | Công ty TNHH Lưu ký Chứng khoán Thái Lan          | 5,216,651         | 0.64%           |
| 9        | Ông Takonkiet Viravan                             | 5,059,236         | 0.62%           |
| 10       | Bualuang Vốn chủ sở hữu RMF                       | 4,830,400         | 0.59%           |

## Âm nhạc
Công ty có 15 công ty âm nhạc con:
- Genie Records
- Grammy Gold - Nhạc đồng quê Thái Lan (luk thung)
- Grammy Big
- Sanamluang Music
- UP^G
- White Music
- Musiccream
- Nevermind Records
- Werk Gang
- Grand Musik
- Halo Society
- MBO
- GMMTV RECORDS
- GMM A
- Exact Music

GMMTV RECORDS và GMM A trực thuộc bộ phận GMM Channel Digital TV và Exact Music trực thuộc bộ phận GMM One Digital TV. Công ty TNHH MGA phụ trách sản xuất và phân phối, đồng thời chuỗi cửa hàng băng đĩa Imagine là nhà bán lẻ trực thuộc công ty. Việc phát hành bài hát do Công ty TNHH GMM Music Publishing International phụ trách. Clean Karaoke đảm nhận cấp phép cho các bản karaoke và trang thiết bị liên quan cho GMM Grammy.

### Danh sách các nghệ sĩ của GMM Grammy
Một số nghệ sĩ hiện tại và trước đây của hãng GMM Grammy gồm (chưa đầy đủ): 
- AB Normal
- Asanee–Wasan
- Bie The Star
- Big Ass
- Bird McIntyre
- Bee Namthip
- Bodyslam
- Boy Peacemaker
- Buddha Bless
- China Dolls
- Chinawut Indracusin
- Clash
- Dome Jaruwat
- Endorphine
- Fahrenheit
- Gam Wichayanee
- Getsunova
- Grand The Star
- Got Jakrapun Arbkornburi
- Golf & Mike (Pichaya Nitipaisalkul & Pirath Nitipaisankul)
- Gun Napat
- Instinct
- Jetrin Wattanasin
- Joey Boy
- Kala
- Katreeya English
- Klear
- Lomosonic
- Mad Monkey
- Mariam B5
- Muzu
- Natalie
- New Jiew
- Noona
- Olives
- Palitchoke Ayanaputra (Peck)
- Palapol
- Palmy
- PARADOX
- Parata
- Peter Corp Dyrendal
- Jannine Weigel (Ploychompoo)[7]
- Pongsak Rattanapong (Aof)
- Pop Pongkool
- Pornnappan Pornpenpipat (Nene)
- Potato
- Puttichai Kasetsin
- Retrospect
- Rose Sirinthip
- So cool
- Saranyu Winaipanit (Ice)
- SDF (Sex Drug Family)
- Silly Fools
- Sweet Mullet
- Taxi
- Thanapat Kawila
- The Mousses
- The Yers
- Tik Shiro
- Tilly Birds
- Yes'sir Days
- 25 Hours
- MilkShake
- Soundcream
- Sathean Tummue

## Truyền thông

### Điện ảnh
GMM Grammy đã lấn sân sang lĩnh vực điện ảnh với nhiều công ty con khác nhau: Grammy Film (1995–2000), GMM Pictures (2002–2004), GMM Tai Hub (GTH, 2004–2015), và GDH 559 (2016–nay). Grammy Film và GMM Pictures là những công ty con thuộc sở hữu hoàn toàn, còn GTH được thành lập vào năm 2004 với tư cách liên doanh với Tai Entertainment và Hub Ho Hin Bangkok, sau bộ phim thành công vang dội My Girl (2003). GMM Grammy sở hữu 51% cổ phần của GDH 559, công ty được thành lập vào năm 2016 với tư cách là công ty kế nhiệm của GTH sau những bất đồng dẫn đến sự tan rã của Tai Entertainment.

### GMM Z
Công ty TNHH GMM Z là công ty con của GMM Grammy chuyên sản xuất và phân phối các set-top box phát sóng các kênh truyền hình miễn phí và các nội dung riêng của công ty.
Công ty trước đây từng điều hành Z PAY TV, một nền tảng truyền hình trả phí cung cấp nội dung cao cấp và độc quyền như giải Bundesliga, UEFA Euro 2012, và các kênh từ FOX International Channels trước khi nó được bán cho CTH.

### Truyền hình
GMM Grammy có 2 kênh truyền hình kỹ thuật số:
- One 31 Kênh 31 (độ nét cao)
- GMM 25 Kênh 25 (độ nét tiêu chuẩn)

Các studio, hãng sản xuất phim truyền hình, chương trình nhiều tập, chương trình truyền hình, trò chơi truyền hình và chương trình tạp kỹ, gồm:
- A-Time Media
- CHANGE 2561 (cùng với Công ty TNHH Adelfos và Saithip Montrikul Na Audhaya)[8]
- GMM Channel (Chủ sở hữu của GMM 25)
- GDH 559
- GMMTV
- GMM BRAVO
- Me Mi Ti
- Nadao Bangkok (giải thể từ ngày 01/06/2022)
- The One Enterprise (Chủ sở hữu của One31, được hợp nhất từ GMM One TV, Exact, và Scenario)

### Radio
Atime Media, một công ty con của GMM Grammy, điều hành các đài sau:
- Chill FM Online
- EFM 94
- Green Wave 106.5 FM
- Hot 91.5 (tan rã vào năm 2013)

### Xuất bản

#### Tạp chí
Các tạp chí được sản xuất bởi GMM Grammy bao gồm:
- Image - Thời trang, làm đẹp và tin tức xã hội
- Madame Figaro Magazine - Thời trang và làm đẹp "nhắm đến những người phụ nữ sành điệu và có học thức cao, những người không cần dùng từ làm thế nào"
- Her World - Phiên bản tiếng Thái của tạp chí phụ nữ nổi tiếng của Singapore
- Maxim - Phiên bản tiếng Thái của lad mag
- Attitude - Phiên bản tiếng Thái của tạp chí lifestyle dành cho người đồng tính nam của Anh
- In Magazine - Thời trang và Giải trí

#### Báo
GMM Grammy có một phần cổ phần tại Bangkok Post và Matichon Group, nơi xuất bản một số nhật báo tiếng Thái, bao gồm Matichon và Khao Sod.

#### Nhà phân phối
- Se-Education PLC - Chuỗi nhà sách đại học